# Yanhong Wang
Yanhong Wang (Ürümqi, 9 oktober 1969) is een Chinees boogschutter.
Wang debuteerde op de Paralympische Zomerspelen in Athene (2004). Ze schoot met haar recurveboog in de ST-klasse. Ze bereikte een finaleplaats en ging met de gouden medaille naar huis. Ze schoot in Athene ook een wereldrecord op de 72-pijlenronde (70m) met 603 punten. Wang deed ook mee aan de Spelen in Peking (2008), waar ze op de 20e plaats eindigde.

## Palmares
| 2004 Paralympische Zomerspelen (individueel) |